# Liste der Fornminnen in Njurunda

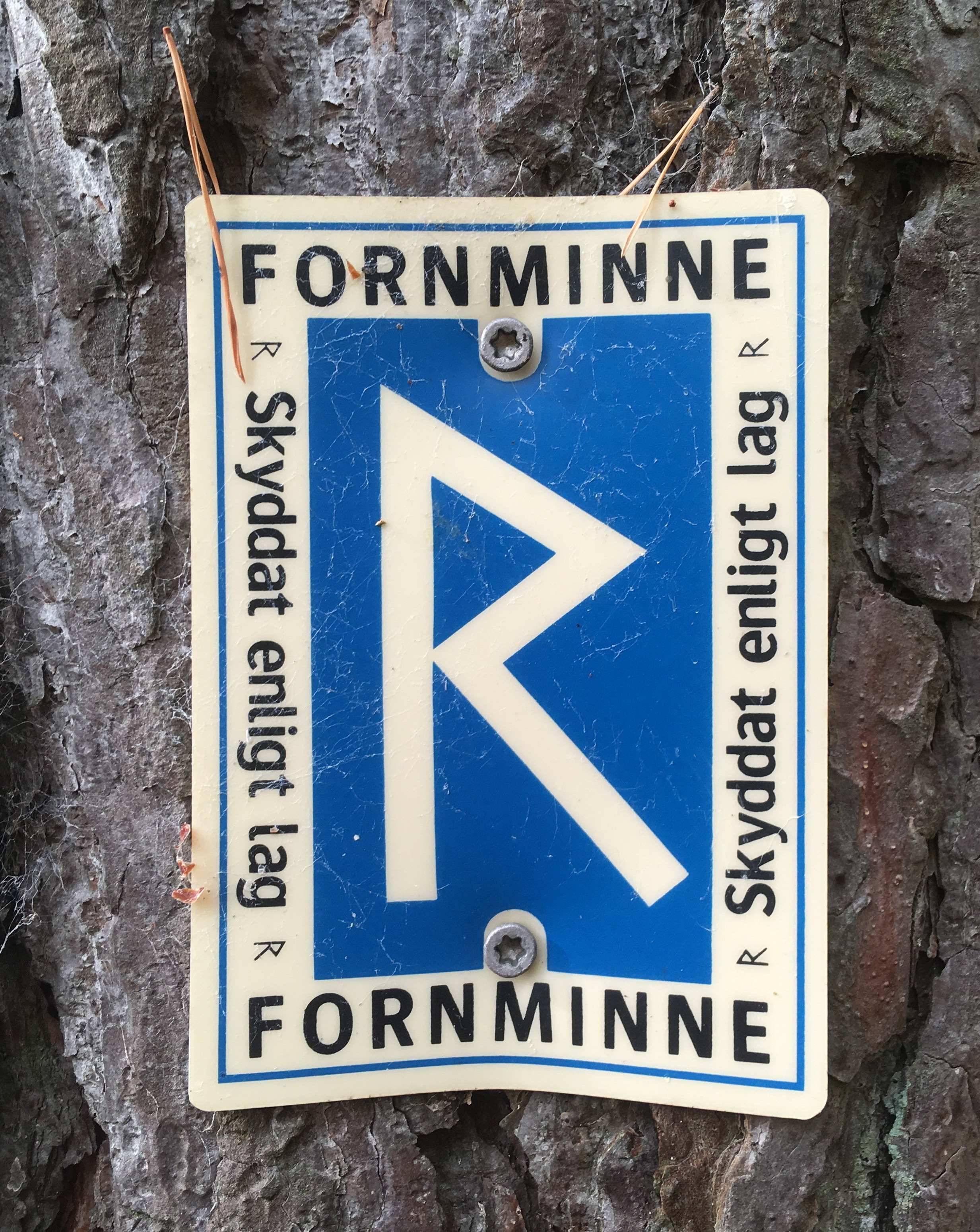
Zeichen für „Fornminnen“ in Schweden

Diese Liste der Fornminnen in Njurunda zeigt die „Alten/antiken Denkmale“ (schwedisch fornminnen) im ehemaligen Socken Njurunda in der heutigen Gemeinde Sundsvall der schwedischen Provinz Västernorrlands län, sie ist eine Teilliste der „Liste der Fornminnen in Västernorrland“. Die Aufteilung basiert auf der historischen Zuordnung der Gebiete in Socken (siehe auch) und der Einteilung des Zentralamts für Denkmalpflege Riksantikvarieämbetet (RAÄ). Es werden die Fornminnen aufgeführt, die auf dem Suchdienst „Fornsök“ registriert sind, welcher weitere Informationen zu den bekannten kulturhistorischen Überresten in Schweden enthält.

## Begriffserklärung
Fornminnen (schwedisch für alte/antike Denkmale oder archäologische Funde) sind in Schweden alte Objekte und archäologische Funde (Fornlämningar), welche die Überreste menschlicher Aktivitäten in der Vergangenheit bezeichnen, die durch frühere Nutzung entstanden sind und dauerhaft aufgegeben wurden. Dabei gilt für Fornminnen, die vor 1850 entstanden sind, dass sie automatisch durch das Gesetz geschützt sind. Aber auch jüngere Überreste können zu Bodendenkmalen erklärt werden, wenn sie sich an ihrem ursprünglichen Standort befinden und weitgehend erdgebunden sind. Als Fornminnen zählen u. a. Siedlungen und Siedlungsreste aus prähistorischer Zeit, Gräber und Grabstätten, Burgruinen, Ruinen von Klöstern, Kirchen und Schlössern, Steine und Felsen mit Inschriften und Bildern (z. B. Runensteine und Petroglyphen), insofern sie nicht schon als Einzeldenkmal unter Byggnadsminnen (schwedisch für Baudenkmale) oder kyrkliga Kulturminnen (schwedisch für kirchliches Kulturgut) ausgewiesen sind.

## Legende
| ID           | = | ID.Nr. des Denkmalregisters (Fornsök) im schwedische Amt für nationales Kulturerbe (Riksantikvarieämbetet (RAÄ)) |
| Lage         | = | Koordinatenangabe des Standorts                                                                                  |
| Bezeichnung  | = | Bezeichnung des Denkmalobjekts (auch RAÄ-Nr.)                                                                    |
| Beschreibung | = | Name (Denkmaltyp/Dokumentenverweis im Arkivsök) sowie eine kurze Beschreibung des Objekts                        |
| Bild         | = | Bild des Objekts sowie Verweis auf weitere Bilder                                                                |

## Liste Fornminnen Njurunda
| ID             | Lage    | Bezeichnung (RAÄ-Nr.) | Beschreibung | Bild           |
| -------------- | ------- | --------------------- | --- | -------------- |
| 10248100140001 | (Karte) | Njurunda 14:1         | Njurunda 14:1 (Steinhügelgrab / L1936:6131) Beschreibung ergänzen | Weitere Bilder |
| 10248100150002 | (Karte) | Njurunda 15:2         | Njurunda 15:2 (Hügelgrab / L1936:6745) Beschreibung ergänzen | Weitere Bilder |
| 10248100160001 | (Karte) | Njurunda 16:1         | Njurunda 16:1 (Hügelgrab / L1936:6746) Beschreibung ergänzen | Weitere Bilder |
| 10248100170001 | (Karte) | Njurunda 17:1         | Njurunda 17:1 (Hügelgrab / L1935:2289) Beschreibung ergänzen | Weitere Bilder |
| 10248100170002 | (Karte) | Njurunda 17:2         | Njurunda 17:2 (Hügelgrab / L1935:2217) Beschreibung ergänzen | Weitere Bilder |
| 10248100170003 | (Karte) | Njurunda 17:3         | Njurunda 17:3 (Hügelgrab / L1936:6484) Beschreibung ergänzen | Weitere Bilder |
| 10248100260001 | (Karte) | Njurunda 26:1         | Njurunda 26:1 (Hügelgrab / L1935:3070) Beschreibung ergänzen | Weitere Bilder |
| 10248100260002 | (Karte) | Njurunda 26:2         | Njurunda 26:2 (Hügelgrab / L1935:2458) Beschreibung ergänzen | Weitere Bilder |
| 10248100280001 | (Karte) | Njurunda 28:1         | Njurunda 28:1 (Hügelgrab / L1935:3073) Beschreibung ergänzen | Weitere Bilder |
| 10248100280002 | (Karte) | Njurunda 28:2         | Njurunda 28:2 (Hügelgrab / L1935:2363) Beschreibung ergänzen | Weitere Bilder |
| 10248100280003 | (Karte) | Njurunda 28:3         | Njurunda 28:3 (Siedlung mit Gräbern / L1935:2438) Beschreibung ergänzen | Weitere Bilder |
| 10248100320001 | (Karte) | Njurunda 32:1         | Njurunda 32:1 (Hügelgrab / L1935:3018) Beschreibung ergänzen | Weitere Bilder |
| 10248100320002 | (Karte) | Njurunda 32:2         | Njurunda 32:2 (Hügelgrab / L1935:2929) Beschreibung ergänzen | Weitere Bilder |
| 10248100320003 | (Karte) | Njurunda 32:3         | Njurunda 32:3 (Hausgründung / L1935:3074) Beschreibung ergänzen | Weitere Bilder |
| 10248100320004 | (Karte) | Njurunda 32:4         | Njurunda 32:4 (Hausgründung / L1935:3017) Beschreibung ergänzen | Weitere Bilder |
| 10248100330001 | (Karte) | Njurunda 33:1         | Njurunda 33:1 (Hügelgrab / L1935:2367) Beschreibung ergänzen | Weitere Bilder |
| 10248100350001 | (Karte) | Njurunda 35:1         | Njurunda 35:1 (Hügelgrab / L1935:3091) Beschreibung ergänzen | Weitere Bilder |
| 10248100360001 | (Karte) | Njurunda 36:1         | Njurunda 36:1 (Hügelgrab / L1935:3092) Beschreibung ergänzen | Weitere Bilder |
| 10248100370001 | (Karte) | Njurunda 37:1         | Njurunda 37:1 (Hügelgrab / L1935:6791) Beschreibung ergänzen | Weitere Bilder |
| 10248100370002 | (Karte) | Njurunda 37:2         | Njurunda 37:2 (Hügelgrab / L1935:2446) Beschreibung ergänzen | Weitere Bilder |
| 10248100380001 | (Karte) | Njurunda 38:1         | Njurunda 38:1 (Gräberfeld / L1935:2380) Beschreibung ergänzen | Weitere Bilder |
| 10248100390001 | (Karte) | Njurunda 39:1         | Njurunda 39:1 (Hügelgrab / L1935:2513) Beschreibung ergänzen | Weitere Bilder |
| 10248100400001 | (Karte) | Njurunda 40:1         | Njurunda 40:1 (Hügelgrab / L1935:3016) Beschreibung ergänzen | Weitere Bilder |
| 10248100400002 | (Karte) | Njurunda 40:2         | Njurunda 40:2 (Hügelgrab / L1936:6894) Beschreibung ergänzen | Weitere Bilder |
| 10248100400003 | (Karte) | Njurunda 40:3         | Njurunda 40:3 (Hügelgrab / L1935:3095) Beschreibung ergänzen | Weitere Bilder |
| 10248100400004 | (Karte) | Njurunda 40:4         | Njurunda 40:4 (Hügelgrab / L1935:3094) Beschreibung ergänzen | Weitere Bilder |
| 10248100430001 | (Karte) | Njurunda 43:1         | Njurunda 43:1 (Gräberfeld / L1935:2448) Beschreibung ergänzen | Weitere Bilder |
| 10248100430002 | (Karte) | Njurunda 43:2         | Njurunda 43:2 (Hügelgrab / L1935:2447) Beschreibung ergänzen | Weitere Bilder |
| 10248100440002 | (Karte) | Njurunda 44:2         | Njurunda 44:2 (Hügelgrab / L1935:2667) Beschreibung ergänzen | Weitere Bilder |
| 10248100450001 | (Karte) | Njurunda 45:1         | Njurunda 45:1 (Hügelgrab / L1935:2010) Beschreibung ergänzen | Weitere Bilder |
| 10248100480001 | (Karte) | Njurunda 48:1         | Njurunda 48:1 (Gräberfeld / L1935:2747) Beschreibung ergänzen | Weitere Bilder |
| 10248100490001 | (Karte) | Njurunda 49:1         | Njurunda 49:1 (Siedlung mit Gräbern / L1935:3000) Beschreibung ergänzen | Weitere Bilder |
| 10248100500001 | (Karte) | Njurunda 50:1         | Njurunda 50:1 (Hügelgrab / L1935:3166) rundes (etwa 5 m Durchmesser und 0,6 m hoch) Hügelgrab in der Siedlung Bölen am Nordufer des Bölesjön, ca. 4 km südlich Njurunda; mit abgeflachter Spitze und Randrinne, im Südwesten mit Ziegelsteinen ausgebessert und Bäumen bewachsen. | Weitere Bilder |
| 10248100510001 | (Karte) | Njurunda 51:1         | Njurunda 51:1 (Gräberfeld / L1935:3076) Beschreibung ergänzen | Weitere Bilder |
| 10248100520001 | (Karte) | Njurunda 52:1         | Njurunda 52:1 (Steinhügelgrab / L1935:3097) Beschreibung ergänzen | Weitere Bilder |
| 10248100520002 | (Karte) | Njurunda 52:2         | Njurunda 52:2 (Steinhügelgrab / L1935:2535) Beschreibung ergänzen | Weitere Bilder |
| 10248100530001 | (Karte) | Njurunda 53:1         | Njurunda 53:1 (Steinhügelgrab / L1936:6350) Beschreibung ergänzen | Weitere Bilder |
| 10248100530002 | (Karte) | Njurunda 53:2         | Njurunda 53:2 (Steinhügelgrab / L1936:6351) Beschreibung ergänzen | Weitere Bilder |
| 10248100530003 | (Karte) | Njurunda 53:3         | Njurunda 53:3 (Steinsetzung / L1936:6352) Beschreibung ergänzen | Weitere Bilder |
| 10248100550001 | (Karte) | Njurunda 55:1         | Njurunda 55:1 (Steinsetzung / L1936:6969) Beschreibung ergänzen | Weitere Bilder |
| 10248100560001 | (Karte) | Njurunda 56:1         | Njurunda 56:1 (Steinsetzung / L1936:6970) Beschreibung ergänzen | Weitere Bilder |
| 10248100570001 | (Karte) | Njurunda 57:1         | Njurunda 57:1 (Steinsetzung / L1936:6969) Beschreibung ergänzen | Weitere Bilder |
| 10248100580001 | (Karte) | Njurunda 58:1         | Njurunda 58:1 (Steinhügelgrab / L1935:2521) Beschreibung ergänzen | Weitere Bilder |
| 10248100580002 | (Karte) | Njurunda 58:2         | Njurunda 58:2 (Steinhügelgrab / L1935:3084) Beschreibung ergänzen | Weitere Bilder |
| 10248100590001 | (Karte) | Njurunda 59:1         | Njurunda 59:1 (Gräberfeld / L1935:2515) Beschreibung ergänzen | Weitere Bilder |
| 10248100650001 | (Karte) | Njurunda 65:1         | Njurunda 65:1 (Steinsetzung / L1935:2538) Beschreibung ergänzen | Weitere Bilder |
| 10248100670001 | (Karte) | Njurunda 67:1         | Njurunda 67:1 (Fischerdorf / L1935:1988) Beschreibung ergänzen | Weitere Bilder |
| 10248100690001 | (Karte) | Njurunda 69:1         | Njurunda 69:1 (Steinhügelgrab / L1935:3176) Beschreibung ergänzen | Weitere Bilder |
| 10248100710001 | (Karte) | Njurunda 71:1         | Njurunda 71:1 (Steinhügelgrab / L1935:2537) Beschreibung ergänzen | Weitere Bilder |
| 10248100710002 | (Karte) | Njurunda 71:2         | Njurunda 71:2 (Steinhügelgrab / L1935:3157) Beschreibung ergänzen | Weitere Bilder |
| 10248100720001 | (Karte) | Njurunda 72:1         | Njurunda 72:1 (Steinhügelgrab / L1935:2609) Beschreibung ergänzen | Weitere Bilder |
| 10248100730001 | (Karte) | Njurunda 73:1         | Njurunda 73:1 (Gräberfeld / L1935:2061) Beschreibung ergänzen | Weitere Bilder |
| 10248100750001 | (Karte) | Njurunda 75:1         | Njurunda 75:1 (Steinhügelgrab / L1935:2522) Beschreibung ergänzen | Weitere Bilder |
| 10248100750002 | (Karte) | Njurunda 75:2         | Njurunda 75:2 (Steinhügelgrab / L1935:2596) Beschreibung ergänzen | Weitere Bilder |
| 10248100750003 | (Karte) | Njurunda 75:3         | Njurunda 75:3 (Steinhügelgrab / L1935:2666) Beschreibung ergänzen | Weitere Bilder |
| 10248100750004 | (Karte) | Njurunda 75:4         | Njurunda 75:4 (Steinsetzung / L1935:1991) Beschreibung ergänzen | Weitere Bilder |
| 10248100760001 | (Karte) | Njurunda 76:1         | Njurunda 76:1 (Steinhügelgrab / L1935:2009) Beschreibung ergänzen | Weitere Bilder |
| 10248100770001 | (Karte) | Njurunda 77:1         | Njurunda 77:1 (Steinhügelgrab / L1935:3158) Beschreibung ergänzen | Weitere Bilder |
| 10248100770002 | (Karte) | Njurunda 77:2         | Njurunda 77:2 (Steinhügelgrab / L1935:1993) Beschreibung ergänzen | Weitere Bilder |
| 10248100770003 | (Karte) | Njurunda 77:3         | Njurunda 77:3 (Steinhügelgrab / L1935:2541) Beschreibung ergänzen | Weitere Bilder |
| 10248100780001 | (Karte) | Njurunda 78:1         | Njurunda 78:1 (Gräberfeld / Link) Beschreibung ergänzen | Weitere Bilder |
| 10248100790001 | (Karte) | Njurunda 79:1         | Njurunda 79:1 (Gräberfeld / Link) Beschreibung ergänzen | Weitere Bilder |
| 10248100810001 | (Karte) | Njurunda 81:1         | Njurunda 81:1 (Fischerdorf / Link) Beschreibung ergänzen | Weitere Bilder |
| 10248100880001 | (Karte) | Njurunda 88:1         | Njurunda 88:1 (Steinhügelgrab / Link) Beschreibung ergänzen | Weitere Bilder |
| 10248100880002 | (Karte) | Njurunda 88:2         | Njurunda 88:2 (Steinhügelgrab / Link) Beschreibung ergänzen | Weitere Bilder |
| 10248100880003 | (Karte) | Njurunda 88:3         | Njurunda 88:3 (Steinhügelgrab / Link) Beschreibung ergänzen | Weitere Bilder |
| 10248100880004 | (Karte) | Njurunda 88:4         | Njurunda 88:4 (Steinhügelgrab / Link) Beschreibung ergänzen | Weitere Bilder |
| 10248100890001 | (Karte) | Njurunda 89:1         | Njurunda 89:1 (Steinhügelgrab / Link) Beschreibung ergänzen | Weitere Bilder |
| 10248100890002 | (Karte) | Njurunda 89:2         | Njurunda 89:2 (Steinhügelgrab / Link) Beschreibung ergänzen | Weitere Bilder |
| 10248100930001 | (Karte) | Njurunda 93:1         | Njurunda 93:1 (Steinsetzung / Link) Beschreibung ergänzen | Weitere Bilder |
| 10248100930002 | (Karte) | Njurunda 93:2         | Njurunda 93:2 (Steinsetzung / Link) Beschreibung ergänzen | Weitere Bilder |
| 10248100940001 | (Karte) | Njurunda 94:1         | Njurunda 94:1 (Steinhügelgrab / Link) Beschreibung ergänzen | Weitere Bilder |
| 10248100950001 | (Karte) | Njurunda 95:1         | Njurunda 95:1 (Friedhof / Link) Beschreibung ergänzen | Weitere Bilder |
| 10248101010001 | (Karte) | Njurunda 101:1        | Njurunda 101:1 (Steinhügelgrab / Link) Beschreibung ergänzen | Weitere Bilder |
| 10248101020001 | (Karte) | Njurunda 102:1        | Njurunda 102:1 (Steinhügelgrab / Link) Beschreibung ergänzen | Weitere Bilder |
| 10248101030001 | (Karte) | Njurunda 103:1        | Njurunda 103:1 (Steinhügelgrab / Link) Beschreibung ergänzen | Weitere Bilder |
| 10248101030002 | (Karte) | Njurunda 103:2        | Njurunda 103:2 (Steinhügelgrab / Link) Beschreibung ergänzen | Weitere Bilder |
| 10248101040001 | (Karte) | Njurunda 104:1        | Njurunda 104:1 (Steinhügelgrab / Link) Beschreibung ergänzen | Weitere Bilder |
| 10248101050001 | (Karte) | Njurunda 105:1        | Njurunda 105:1 (Steinhügelgrab / Link) Beschreibung ergänzen | Weitere Bilder |
| 10248101070001 | (Karte) | Njurunda 107:1        | Njurunda 107:1 (Steinhügelgrab / Link) Beschreibung ergänzen | Weitere Bilder |
| 10248101080001 | (Karte) | Njurunda 108:1        | Njurunda 108:1 (Steinhügelgrab / Link) Beschreibung ergänzen | Weitere Bilder |
| 10248101100001 | (Karte) | Njurunda 110:1        | Njurunda 110:1 (Steinhügelgrab / Link) Beschreibung ergänzen | Weitere Bilder |
| 10248101110001 | (Karte) | Njurunda 111:1        | Njurunda 111:1 (Gräberfeld / Link) Beschreibung ergänzen | Weitere Bilder |
| 10248101120001 | (Karte) | Njurunda 112:1        | Njurunda 112:1 (Hügelgrab / Link) Beschreibung ergänzen | Weitere Bilder |
| 10248101130001 | (Karte) | Njurunda 113:1        | Njurunda 113:1 (Hügelgrab / Link) Beschreibung ergänzen | Weitere Bilder |
| 10248101130002 | (Karte) | Njurunda 113:2        | Njurunda 113:2 (Hügelgrab / Link) Beschreibung ergänzen | Weitere Bilder |
| 10248101130003 | (Karte) | Njurunda 113:3        | Njurunda 113:3 (Hügelgrab / Link) Beschreibung ergänzen | Weitere Bilder |
| 10248101140001 | (Karte) | Njurunda 114:1        | Njurunda 114:1 (Hügelgrab / Link) Beschreibung ergänzen | Weitere Bilder |
| 10248101150001 | (Karte) | Njurunda 115:1        | Njurunda 115:1 (Hügelgrab / Link) Beschreibung ergänzen | Weitere Bilder |
| 10248101160001 | (Karte) | Njurunda 116:1        | Njurunda 116:1 (Runenstein / Link) Beschreibung ergänzen | Weitere Bilder |
| 10248101170001 | (Karte) | Njurunda 117:1        | Njurunda 117:1 (Gräberfeld / Link) Beschreibung ergänzen | Weitere Bilder |
| 10248101180001 | (Karte) | Njurunda 118:1        | Njurunda 118:1 (Hügelgrab / Link) Beschreibung ergänzen | Weitere Bilder |
| 10248101180002 | (Karte) | Njurunda 118:2        | Njurunda 118:2 (Steinsetzung / Link) Beschreibung ergänzen | Weitere Bilder |
| 10248101180003 | (Karte) | Njurunda 118:3        | Njurunda 118:3 (Steinsetzung / Link) Beschreibung ergänzen | Weitere Bilder |
| 10248101180004 | (Karte) | Njurunda 118:4        | Njurunda 118:4 (Hügelgrab / Link) Beschreibung ergänzen | Weitere Bilder |
| 10248101190001 | (Karte) | Njurunda 119:1        | Njurunda 119:1 (Hügelgrab / Link) Beschreibung ergänzen | Weitere Bilder |
| 10248101190002 | (Karte) | Njurunda 119:2        | Njurunda 119:2 (Hügelgrab / Link) Beschreibung ergänzen | Weitere Bilder |
| 10248101200001 | (Karte) | Njurunda 120:1        | Njurunda 120:1 (Hügelgrab / Link) Beschreibung ergänzen | Weitere Bilder |
| 10248101200002 | (Karte) | Njurunda 120:2        | Njurunda 120:2 (Steinsetzung / Link) Beschreibung ergänzen | Weitere Bilder |
| 10248101210001 | (Karte) | Njurunda 121:1        | Njurunda 121:1 (Gräberfeld / Link) Beschreibung ergänzen | Weitere Bilder |
| 10248101220001 | (Karte) | Njurunda 122:1        | Njurunda 122:1 (Hügelgrab / Link) Beschreibung ergänzen | Weitere Bilder |
| 10248101230001 | (Karte) | Njurunda 123:1        | Njurunda 123:1 (Kirchenruine/Kapelle / Link) Beschreibung ergänzen | Weitere Bilder |
| 10248101240001 | (Karte) | Njurunda 124:1        | Njurunda 124:1 (Hügelgrab / Link) Beschreibung ergänzen | Weitere Bilder |
| 10248101240002 | (Karte) | Njurunda 124:2        | Njurunda 124:2 (Hügelgrab / Link) Beschreibung ergänzen | Weitere Bilder |
| 10248101240003 | (Karte) | Njurunda 124:3        | Njurunda 124:3 (Hügelgrab / Link) Beschreibung ergänzen | Weitere Bilder |
| 10248101250001 | (Karte) | Njurunda 125:1        | Njurunda 125:1 (Gräberfeld / Link) Beschreibung ergänzen | Weitere Bilder |
| 10248101260001 | (Karte) | Njurunda 126:1        | Njurunda 126:1 (Hügelgrab / Link) Beschreibung ergänzen | Weitere Bilder |
| 10248101300001 | (Karte) | Njurunda 130:1        | Njurunda 130:1 (Gräberfeld / Link) Beschreibung ergänzen | Weitere Bilder |
| 10248101310001 | (Karte) | Njurunda 131:1        | Njurunda 131:1 (Hügelgrab / Link) Beschreibung ergänzen | Weitere Bilder |
| 10248101310002 | (Karte) | Njurunda 131:2        | Njurunda 131:2 (Hügelgrab / Link) Beschreibung ergänzen | Weitere Bilder |
| 10248101310003 | (Karte) | Njurunda 131:3        | Njurunda 131:3 (Hügelgrab / Link) Beschreibung ergänzen | Weitere Bilder |
| 10248101310004 | (Karte) | Njurunda 131:4        | Njurunda 131:4 (Hügelgrab / Link) Beschreibung ergänzen | Weitere Bilder |
| 10248101340001 | (Karte) | Njurunda 134:1        | Njurunda 134:1 (Gräberfeld / Link) Beschreibung ergänzen | Weitere Bilder |
| 10248101350001 | (Karte) | Njurunda 135:1        | Njurunda 135:1 (Gräberfeld / Link) Beschreibung ergänzen | Weitere Bilder |
| 10248101370001 | (Karte) | Njurunda 137:1        | Njurunda 137:1 (Hügelgrab / Link) Beschreibung ergänzen | Weitere Bilder |
| 10248101380001 | (Karte) | Njurunda 138:1        | Njurunda 138:1 (Gräberfeld / Link) Beschreibung ergänzen | Weitere Bilder |
| 10248101390001 | (Karte) | Njurunda 139:1        | Njurunda 139:1 (Hügelgrab / Link) Beschreibung ergänzen | Weitere Bilder |
| 10248101400001 | (Karte) | Njurunda 140:1        | Njurunda 140:1 (Hügelgrab / Link) Beschreibung ergänzen | Weitere Bilder |
| 10248101400002 | (Karte) | Njurunda 140:2        | Njurunda 140:2 (Hügelgrab / Link) Beschreibung ergänzen | Weitere Bilder |
| 10248101400003 | (Karte) | Njurunda 140:3        | Njurunda 140:3 (Hügelgrab / Link) Beschreibung ergänzen | Weitere Bilder |
| 10248101400004 | (Karte) | Njurunda 140:4        | Njurunda 140:4 (Hausgründung / Link) Beschreibung ergänzen | Weitere Bilder |
| 10248101410001 | (Karte) | Njurunda 141:1        | Njurunda 141:1 (Hügelgrab / Link) Beschreibung ergänzen | Weitere Bilder |
| 10248101410002 | (Karte) | Njurunda 141:2        | Njurunda 141:2 (Hügelgrab / Link) Beschreibung ergänzen | Weitere Bilder |
| 10248101420001 | (Karte) | Njurunda 142:1        | Njurunda 142:1 (Gräberfeld / Link) Beschreibung ergänzen | Weitere Bilder |
| 10248101440001 | (Karte) | Njurunda 144:1        | Njurunda 144:1 (Gräberfeld / Link) Beschreibung ergänzen | Weitere Bilder |
| 10248101450001 | (Karte) | Njurunda 145:1        | Njurunda 145:1 (Hügelgrab / Link) Beschreibung ergänzen | Weitere Bilder |
| 10248101480001 | (Karte) | Njurunda 148:1        | Njurunda 148:1 (Gräberfeld / Link) Beschreibung ergänzen | Weitere Bilder |
| 10248101490001 | (Karte) | Njurunda 149:1        | Njurunda 149:1 (Steinsetzung / Link) Beschreibung ergänzen | Weitere Bilder |
| 10248101500001 | (Karte) | Njurunda 150:1        | Njurunda 150:1 (Hügelgrab / Link) Beschreibung ergänzen | Weitere Bilder |
| 10248101500002 | (Karte) | Njurunda 150:2        | Njurunda 150:2 (Hügelgrab / Link) Beschreibung ergänzen | Weitere Bilder |
| 10248101510001 | (Karte) | Njurunda 151:1        | Njurunda 151:1 (Hügelgrab / Link) Beschreibung ergänzen | Weitere Bilder |
| 10248101520001 | (Karte) | Njurunda 152:1        | Njurunda 152:1 (Hügelgrab / Link) Beschreibung ergänzen | Weitere Bilder |
| 10248101530001 | (Karte) | Njurunda 153:1        | Njurunda 153:1 (Steinsetzung / Link) Beschreibung ergänzen | Weitere Bilder |
| 10248101550001 | (Karte) | Njurunda 155:1        | Njurunda 155:1 (Gräberfeld / Link) Beschreibung ergänzen | Weitere Bilder |
| 10248101560001 | (Karte) | Njurunda 156:1        | Njurunda 156:1 (Gräberfeld / Link) Beschreibung ergänzen | Weitere Bilder |
| 10248101580001 | (Karte) | Njurunda 158:1        | Njurunda 158:1 (Hügelgrab / Link) Beschreibung ergänzen | Weitere Bilder |
| 10248101580002 | (Karte) | Njurunda 158:2        | Njurunda 158:2 (Hügelgrab / Link) Beschreibung ergänzen | Weitere Bilder |
| 10248101580003 | (Karte) | Njurunda 158:3        | Njurunda 158:3 (Hügelgrab / Link) Beschreibung ergänzen | Weitere Bilder |
| 10248101600001 | (Karte) | Njurunda 160:1        | Njurunda 160:1 (Steinsetzung / Link) Beschreibung ergänzen | Weitere Bilder |
| 10248101610001 | (Karte) | Njurunda 161:1        | Njurunda 161:1 (Hügelgrab / Link) Beschreibung ergänzen | Weitere Bilder |
| 10248101620001 | (Karte) | Njurunda 162:1        | Njurunda 162:1 (Hügelgrab / Link) Beschreibung ergänzen | Weitere Bilder |
| 10248101620002 | (Karte) | Njurunda 162:2        | Njurunda 162:2 (Hügelgrab / Link) Beschreibung ergänzen | Weitere Bilder |
| 10248101630001 | (Karte) | Njurunda 163:1        | Njurunda 163:1 (Hügelgrab / Link) Beschreibung ergänzen | Weitere Bilder |
| 10248101660001 | (Karte) | Njurunda 166:1        | Njurunda 166:1 (Hügelgrab / Link) Beschreibung ergänzen | Weitere Bilder |
| 10248101660002 | (Karte) | Njurunda 166:2        | Njurunda 166:2 (Steinsetzung / Link) Beschreibung ergänzen | Weitere Bilder |
| 10248101690001 | (Karte) | Njurunda 169:1        | Njurunda 169:1 (Hügelgrab / Link) Beschreibung ergänzen | Weitere Bilder |
| 10248101710001 | (Karte) | Njurunda 171:1        | Njurunda 171:1 (Steinhügelgrab / Link) Beschreibung ergänzen | Weitere Bilder |
| 10248101710004 | (Karte) | Njurunda 171:4        | Njurunda 171:4 (Steinhügelgrab / Link) Beschreibung ergänzen | Weitere Bilder |
| 10248101720001 | (Karte) | Njurunda 172:1        | Njurunda 172:1 (Hügelgrab / Link) Beschreibung ergänzen | Weitere Bilder |
| 10248101730001 | (Karte) | Njurunda 173:1        | Njurunda 173:1 (Runenstein / Link) Beschreibung ergänzen | Weitere Bilder |
| 10248101730002 | (Karte) | Njurunda 173:2        | Njurunda 173:2 (Hügelgrab / Link) Beschreibung ergänzen | Weitere Bilder |
| 10248101750001 | (Karte) | Njurunda 175:1        | Njurunda 175:1 (Gräberfeld / Link) Beschreibung ergänzen | Weitere Bilder |
| 10248101760001 | (Karte) | Njurunda 176:1        | Njurunda 176:1 (Steinsetzung / Link) Beschreibung ergänzen | Weitere Bilder |
| 10248101800001 | (Karte) | Njurunda 180:1        | Njurunda 180:1 (Hügelgrab / Link) Beschreibung ergänzen | Weitere Bilder |
| 10248101800002 | (Karte) | Njurunda 180:2        | Njurunda 180:2 (Hügelgrab / Link) Beschreibung ergänzen | Weitere Bilder |
| 10248101810001 | (Karte) | Njurunda 181:1        | Njurunda 181:1 (Gräberfeld / Link) Beschreibung ergänzen | Weitere Bilder |
| 10248101820001 | (Karte) | Njurunda 182:1        | Njurunda 182:1 (Steinhügelgrab / Link) Beschreibung ergänzen | Weitere Bilder |
| 10248101830001 | (Karte) | Njurunda 183:1        | Njurunda 183:1 (Steinhügelgrab / Link) Beschreibung ergänzen | Weitere Bilder |
| 10248101830002 | (Karte) | Njurunda 183:2        | Njurunda 183:2 (Steinhügelgrab / Link) Beschreibung ergänzen | Weitere Bilder |
| 10248101840001 | (Karte) | Njurunda 184:1        | Njurunda 184:1 (Steinhügelgrab / Link) Beschreibung ergänzen | Weitere Bilder |
| 10248101850001 | (Karte) | Njurunda 185:1        | Njurunda 185:1 (Hügelgrab / Link) Beschreibung ergänzen | Weitere Bilder |
| 10248101860001 | (Karte) | Njurunda 186:1        | Njurunda 186:1 (Steinhügelgrab / Link) Beschreibung ergänzen | Weitere Bilder |
| 10248101870001 | (Karte) | Njurunda 187:1        | Njurunda 187:1 (Steinhügelgrab / Link) Beschreibung ergänzen | Weitere Bilder |
| 10248101890001 | (Karte) | Njurunda 189:1        | Njurunda 189:1 (Gräberfeld / Link) Beschreibung ergänzen | Weitere Bilder |
| 10248101900001 | (Karte) | Njurunda 190:1        | Njurunda 190:1 (Gräberfeld / Link) Beschreibung ergänzen | Weitere Bilder |
| 10248101940001 | (Karte) | Njurunda 194:1        | Njurunda 194:1 (Steinsetzung / Link) Beschreibung ergänzen | Weitere Bilder |
| 10248101940002 | (Karte) | Njurunda 194:2        | Njurunda 194:2 (Steinsetzung / Link) Beschreibung ergänzen | Weitere Bilder |
| 10248101950001 | (Karte) | Njurunda 195:1        | Njurunda 195:1 (Steinhügelgrab / Link) Beschreibung ergänzen | Weitere Bilder |
| 10248101960001 | (Karte) | Njurunda 196:1        | Njurunda 196:1 (Steinhügelgrab / Link) Beschreibung ergänzen | Weitere Bilder |
| 10248101980001 | (Karte) | Njurunda 198:1        | Njurunda 198:1 (Hügelgrab / Link) Beschreibung ergänzen | Weitere Bilder |
| 10248101980002 | (Karte) | Njurunda 198:2        | Njurunda 198:2 (Hügelgrab / Link) Beschreibung ergänzen | Weitere Bilder |
| 10248101980003 | (Karte) | Njurunda 198:3        | Njurunda 198:3 (Steinsetzung / Link) Beschreibung ergänzen | Weitere Bilder |
| 10248102000001 | (Karte) | Njurunda 200:1        | Njurunda 200:1 (Gräberfeld / Link) Beschreibung ergänzen | Weitere Bilder |
| 10248102010001 | (Karte) | Njurunda 201:1        | Njurunda 201:1 (Hügelgrab / Link) Beschreibung ergänzen | Weitere Bilder |
| 10248102050001 | (Karte) | Njurunda 205:1        | Njurunda 205:1 (Hügelgrab / Link) Beschreibung ergänzen | Weitere Bilder |
| 10248102060001 | (Karte) | Njurunda 206:1        | Njurunda 206:1 (Hügelgrab / Link) Beschreibung ergänzen | Weitere Bilder |
| 10248102070001 | (Karte) | Njurunda 207:1        | Njurunda 207:1 (Hügelgrab / Link) Beschreibung ergänzen | Weitere Bilder |
| 10248102080002 | (Karte) | Njurunda 208:2        | Njurunda 208:2 (Hügelgrab / Link) Beschreibung ergänzen | Weitere Bilder |
| 10248102110001 | (Karte) | Njurunda 211:1        | Njurunda 211:1 (Hügelgrab / Link) Beschreibung ergänzen | Weitere Bilder |
| 10248102110002 | (Karte) | Njurunda 211:2        | Njurunda 211:2 (Hügelgrab / Link) Beschreibung ergänzen | Weitere Bilder |
| 10248102110003 | (Karte) | Njurunda 211:3        | Njurunda 211:3 (Steinsetzung / Link) Beschreibung ergänzen | Weitere Bilder |
| 10248102130001 | (Karte) | Njurunda 213:1        | Njurunda 213:1 (Hügelgrab / Link) Beschreibung ergänzen | Weitere Bilder |
| 10248102130002 | (Karte) | Njurunda 213:2        | Njurunda 213:2 (Steinsetzung / Link) Beschreibung ergänzen | Weitere Bilder |
| 10248102130003 | (Karte) | Njurunda 213:3        | Njurunda 213:3 (Steinsetzung / Link) Beschreibung ergänzen | Weitere Bilder |
| 10248102150001 | (Karte) | Njurunda 215:1        | Njurunda 215:1 (Hügelgrab / Link) Beschreibung ergänzen | Weitere Bilder |
| 10248102160001 | (Karte) | Njurunda 216:1        | Njurunda 216:1 (Siedlung mit Gräbern / Link) Beschreibung ergänzen | Weitere Bilder |
| 10248102180001 | (Karte) | Njurunda 218:1        | Njurunda 218:1 (Gräberfeld / Link) Beschreibung ergänzen | Weitere Bilder |
| 10248102200001 | (Karte) | Njurunda 220:1        | Njurunda 220:1 (Hügelgrab / Link) Beschreibung ergänzen | Weitere Bilder |
| 10248102210001 | (Karte) | Njurunda 221:1        | Njurunda 221:1 (Steinsetzung / Link) Beschreibung ergänzen | Weitere Bilder |
| 10248102210002 | (Karte) | Njurunda 221:2        | Njurunda 221:2 (Hügelgrab / Link) Beschreibung ergänzen | Weitere Bilder |
| 10248102220001 | (Karte) | Njurunda 222:1        | Njurunda 222:1 (Hügelgrab / Link) Beschreibung ergänzen | Weitere Bilder |
| 10248102230001 | (Karte) | Njurunda 223:1        | Njurunda 223:1 (Gräberfeld / Link) Beschreibung ergänzen | Weitere Bilder |
| 10248102260001 | (Karte) | Njurunda 226:1        | Njurunda 226:1 (Gravurblock / Link) Beschreibung ergänzen | Weitere Bilder |
| 10248102270001 | (Karte) | Njurunda 227:1        | Njurunda 227:1 (Hügelgrab / Link) Beschreibung ergänzen | Weitere Bilder |
| 10248102270002 | (Karte) | Njurunda 227:2        | Njurunda 227:2 (Hügelgrab / Link) Beschreibung ergänzen | Weitere Bilder |
| 10248102270003 | (Karte) | Njurunda 227:3        | Njurunda 227:3 (Hügelgrab / Link) Beschreibung ergänzen | Weitere Bilder |
| 10248102280001 | (Karte) | Njurunda 228:1        | Njurunda 228:1 (Minnesmärke / Link) Beschreibung ergänzen | Weitere Bilder |
| 10248102290001 | (Karte) | Njurunda 229:1        | Njurunda 229:1 (Kirchenruine/Kapelle / Link) Beschreibung ergänzen | Weitere Bilder |
| 10248102290002 | (Karte) | Njurunda 229:2        | Njurunda 229:2 (Friedhof / Link) Beschreibung ergänzen | Weitere Bilder |
| 10248102300001 | (Karte) | Njurunda 230:1        | Njurunda 230:1 (Hügelgrab / Link) Beschreibung ergänzen | Weitere Bilder |
| 10248102320001 | (Karte) | Njurunda 232:1        | Njurunda 232:1 (Steinhügelgrab / Link) Beschreibung ergänzen (auch als schwedisch „Hummelviksberget“ bezeichnet) | Weitere Bilder |
| 10248102330001 | (Karte) | Njurunda 233:1        | Njurunda 233:1 (Steinhügelgrab / Link) Beschreibung ergänzen (auch als schwedisch „Hummelviksberget“ bezeichnet) | Weitere Bilder |
| 10248102350001 | (Karte) | Njurunda 235:1        | Njurunda 235:1 (Hügelgrab / Link) Beschreibung ergänzen | Weitere Bilder |
| 10248102350002 | (Karte) | Njurunda 235:2        | Njurunda 235:2 (Steinsetzung / Link) Beschreibung ergänzen | Weitere Bilder |
| 10248102360001 | (Karte) | Njurunda 236:1        | Njurunda 236:1 (Gräberfeld / Link) Beschreibung ergänzen | Weitere Bilder |
| 10248102370001 | (Karte) | Njurunda 237:1        | Njurunda 237:1 (Hügelgrab / Link) Beschreibung ergänzen | Weitere Bilder |
| 10248102370002 | (Karte) | Njurunda 237:2        | Njurunda 237:2 (Hügelgrab / Link) Beschreibung ergänzen | Weitere Bilder |
| 10248102370003 | (Karte) | Njurunda 237:3        | Njurunda 237:3 (Steinsetzung / Link) Beschreibung ergänzen | Weitere Bilder |
| 10248102370004 | (Karte) | Njurunda 237:4        | Njurunda 237:4 (Steinsetzung / Link) Beschreibung ergänzen | Weitere Bilder |
| 10248102380001 | (Karte) | Njurunda 238:1        | Njurunda 238:1 (Gräberfeld / Link) Beschreibung ergänzen | Weitere Bilder |
| 10248102390001 | (Karte) | Njurunda 239:1        | Njurunda 239:1 (Hügelgrab / Link) Beschreibung ergänzen | Weitere Bilder |
| 10248102400001 | (Karte) | Njurunda 240:1        | Njurunda 240:1 (Hügelgrab / Link) Beschreibung ergänzen | Weitere Bilder |
| 10248102410001 | (Karte) | Njurunda 241:1        | Njurunda 241:1 (Hügelgrab / Link) Beschreibung ergänzen (auch als schwedisch „Trollhögen“ bezeichnet) | Weitere Bilder |
| 10248102410002 | (Karte) | Njurunda 241:2        | Njurunda 241:2 (Steinsetzung / Link) Beschreibung ergänzen (auch als schwedisch „Trollhögen“ bezeichnet) | Weitere Bilder |
| 10248102430001 | (Karte) | Njurunda 243:1        | Njurunda 243:1 (Hügelgrab / Link) Beschreibung ergänzen | Weitere Bilder |
| 10248102430002 | (Karte) | Njurunda 243:2        | Njurunda 243:2 (Hügelgrab / Link) Beschreibung ergänzen | Weitere Bilder |
| 10248102450001 | (Karte) | Njurunda 245:1        | Njurunda 245:1 (Hügelgrab / Link) Beschreibung ergänzen | Weitere Bilder |
| 10248102460001 | (Karte) | Njurunda 246:1        | Njurunda 246:1 (Gräberfeld / Link) Beschreibung ergänzen | Weitere Bilder |
| 10248102470001 | (Karte) | Njurunda 247:1        | Njurunda 247:1 (Siedlung mit Gräbern / Link) Beschreibung ergänzen | Weitere Bilder |
| 10248102490001 | (Karte) | Njurunda 249:1        | Njurunda 249:1 (Hügelgrab / L1935:3128) Beschreibung ergänzen | Weitere Bilder |
| 10248102490002 | (Karte) | Njurunda 249:2        | Njurunda 249:2 (Hügelgrab / L1935:3127) Beschreibung ergänzen | Weitere Bilder |
| 10248102500001 | (Karte) | Njurunda 250:1        | Njurunda 250:1 (Hügelgrab / L1935:2600) Beschreibung ergänzen | Weitere Bilder |
| 10248102500002 | (Karte) | Njurunda 250:2        | Njurunda 250:2 (Hügelgrab / L1935:2669) Beschreibung ergänzen | Weitere Bilder |
| 10248102510001 | (Karte) | Njurunda 251:1        | Njurunda 251:1 (Siedlung mit Gräbern / L1935:5984) Beschreibung ergänzen | Weitere Bilder |
| 10248102530001 | (Karte) | Njurunda 253:1        | Njurunda 253:1 (Siedlung mit Gräbern / L1935:2072) Beschreibung ergänzen | Weitere Bilder |
| 10248102540001 | (Karte) | Njurunda 254:1        | Njurunda 254:1 (Gräberfeld / Link) Beschreibung ergänzen | Weitere Bilder |
| 10248102550001 | (Karte) | Njurunda 255:1        | Njurunda 255:1 (Hügelgrab / Link) Beschreibung ergänzen | Weitere Bilder |
| 10248102590001 | (Karte) | Njurunda 259:1        | Njurunda 259:1 (Steinhügelgrab / Link) Beschreibung ergänzen | Weitere Bilder |
| 10248102600001 | (Karte) | Njurunda 260:1        | Njurunda 260:1 (Hügelgrab / Link) Beschreibung ergänzen | Weitere Bilder |
| 10248102600002 | (Karte) | Njurunda 260:2        | Njurunda 260:2 (Hügelgrab / Link) Beschreibung ergänzen | Weitere Bilder |
| 10248102640001 | (Karte) | Njurunda 264:1        | Njurunda 264:1 (Hügelgrab / Link) Beschreibung ergänzen | Weitere Bilder |
| 10248102650001 | (Karte) | Njurunda 265:1        | Njurunda 265:1 (Hügelgrab / Link) Beschreibung ergänzen | Weitere Bilder |
| 10248102650003 | (Karte) | Njurunda 265:3        | Njurunda 265:3 (Hügelgrab / Link) Beschreibung ergänzen | Weitere Bilder |
| 10248102660001 | (Karte) | Njurunda 266:1        | Njurunda 266:1 (Hügelgrab / Link) Beschreibung ergänzen | Weitere Bilder |
| 10248102660002 | (Karte) | Njurunda 266:2        | Njurunda 266:2 (Hügelgrab / Link) Beschreibung ergänzen | Weitere Bilder |
| 10248102660003 | (Karte) | Njurunda 266:3        | Njurunda 266:3 (Hügelgrab / Link) Beschreibung ergänzen | Weitere Bilder |
| 10248102660004 | (Karte) | Njurunda 266:4        | Njurunda 266:4 (Hausgründung / Link) Beschreibung ergänzen | Weitere Bilder |
| 10248102660005 | (Karte) | Njurunda 266:5        | Njurunda 266:5 (Hausgründung / Link) Beschreibung ergänzen | Weitere Bilder |
| 10248102670001 | (Karte) | Njurunda 267:1        | Njurunda 267:1 (Hügelgrab / Link) Beschreibung ergänzen | Weitere Bilder |
| 10248102670002 | (Karte) | Njurunda 267:2        | Njurunda 267:2 (Hügelgrab / L1935:2524) Beschreibung ergänzen | Weitere Bilder |
| 10248102670004 | (Karte) | Njurunda 267:4        | Njurunda 267:4 (Hausgründung / L1935:3090) Beschreibung ergänzen | Weitere Bilder |
| 10248102680001 | (Karte) | Njurunda 268:1        | Njurunda 268:1 (Hügelgrab / L1935:3160) Beschreibung ergänzen | Weitere Bilder |
| 10248102680002 | (Karte) | Njurunda 268:2        | Njurunda 268:2 (Hügelgrab / L1935:3159) Beschreibung ergänzen | Weitere Bilder |
| 10248102690001 | (Karte) | Njurunda 269:1        | Njurunda 269:1 (Hügelgrab / L1935:2460) Beschreibung ergänzen | Weitere Bilder |
| 10248102690002 | (Karte) | Njurunda 269:2        | Njurunda 269:2 (Hügelgrab / L1935:2545) Beschreibung ergänzen | Weitere Bilder |
| 10248102690003 | (Karte) | Njurunda 269:3        | Njurunda 269:3 (Hügelgrab / L1935:3106) Beschreibung ergänzen | Weitere Bilder |
| 10248102690004 | (Karte) | Njurunda 269:4        | Njurunda 269:4 (Hügelgrab / L1935:2527) Beschreibung ergänzen | Weitere Bilder |
| 10248102700001 | (Karte) | Njurunda 270:1        | Njurunda 270:1 (Hügelgrab / L1935:2511) Beschreibung ergänzen | Weitere Bilder |
| 10248102700002 | (Karte) | Njurunda 270:2        | Njurunda 270:2 (Hausgründung / L1935:3181) Beschreibung ergänzen | Weitere Bilder |
| 10248102740001 | (Karte) | Njurunda 274:1        | Njurunda 274:1 (Hügelgrab / L1935:2472) Beschreibung ergänzen | Weitere Bilder |
| 10248102740002 | (Karte) | Njurunda 274:2        | Njurunda 274:2 (Hügelgrab / Link) Beschreibung ergänzen | Weitere Bilder |
| 10248102750002 | (Karte) | Njurunda 275:2        | Njurunda 275:2 (Hügelgrab / Link) Beschreibung ergänzen | Weitere Bilder |
| 10248102750003 | (Karte) | Njurunda 275:3        | Njurunda 275:3 (Hügelgrab / Link) Beschreibung ergänzen | Weitere Bilder |
| 10248102750005 | (Karte) | Njurunda 275:5        | Njurunda 275:5 (Hügelgrab / Link) Beschreibung ergänzen | Weitere Bilder |
| 10248102770001 | (Karte) | Njurunda 277:1        | Njurunda 277:1 (Hügelgrab / Link) Beschreibung ergänzen | Weitere Bilder |
| 10248102790001 | (Karte) | Njurunda 279:1        | Njurunda 279:1 (Hügelgrab / Link) Beschreibung ergänzen | Weitere Bilder |
| 10248102790002 | (Karte) | Njurunda 279:2        | Njurunda 279:2 (Hügelgrab / Link) Beschreibung ergänzen | Weitere Bilder |
| 10248102800001 | (Karte) | Njurunda 280:1        | Njurunda 280:1 (Hügelgrab / Link) Beschreibung ergänzen | Weitere Bilder |
| 10248102800002 | (Karte) | Njurunda 280:2        | Njurunda 280:2 (Hügelgrab / Link) Beschreibung ergänzen | Weitere Bilder |
| 10248102860001 | (Karte) | Njurunda 286:1        | Njurunda 286:1 (Siedlung mit Gräbern / Link) Beschreibung ergänzen | Weitere Bilder |
| 10248102870001 | (Karte) | Njurunda 287:1        | Njurunda 287:1 (Hügelgrab / Link) Beschreibung ergänzen | Weitere Bilder |
| 10248102880001 | (Karte) | Njurunda 288:1        | Njurunda 288:1 (Hügelgrab / Link) Beschreibung ergänzen | Weitere Bilder |
| 10248102880002 | (Karte) | Njurunda 288:2        | Njurunda 288:2 (Hügelgrab / Link) Beschreibung ergänzen | Weitere Bilder |
| 10248102880003 | (Karte) | Njurunda 288:3        | Njurunda 288:3 (Hügelgrab / Link) Beschreibung ergänzen | Weitere Bilder |
| 10248102890001 | (Karte) | Njurunda 289:1        | Njurunda 289:1 (Hügelgrab / Link) Beschreibung ergänzen | Weitere Bilder |
| 10248102890002 | (Karte) | Njurunda 289:2        | Njurunda 289:2 (Hügelgrab / Link) Beschreibung ergänzen | Weitere Bilder |
| 10248102910001 | (Karte) | Njurunda 291:1        | Njurunda 291:1 (Steinsetzung / Link) Beschreibung ergänzen | Weitere Bilder |
| 10248102910002 | (Karte) | Njurunda 291:2        | Njurunda 291:2 (Steinsetzung / Link) Beschreibung ergänzen | Weitere Bilder |
| 10248102930001 | (Karte) | Njurunda 293:1        | Njurunda 293:1 (Hügelgrab / Link) Beschreibung ergänzen | Weitere Bilder |
| 10248102950001 | (Karte) | Njurunda 295:1        | Njurunda 295:1 (Hügelgrab / Link) Beschreibung ergänzen | Weitere Bilder |
| 10248102960001 | (Karte) | Njurunda 296:1        | Njurunda 296:1 (Hügelgrab / Link) Beschreibung ergänzen | Weitere Bilder |
| 10248102960002 | (Karte) | Njurunda 296:2        | Njurunda 296:2 (Hügelgrab / Link) Beschreibung ergänzen | Weitere Bilder |
| 10248102970001 | (Karte) | Njurunda 297:1        | Njurunda 297:1 (Gräberfeld / Link) Beschreibung ergänzen | Weitere Bilder |
| 10248102980001 | (Karte) | Njurunda 298:1        | Njurunda 298:1 (Hügelgrab / Link) Beschreibung ergänzen | Weitere Bilder |
| 10248102980002 | (Karte) | Njurunda 298:2        | Njurunda 298:2 (Hügelgrab / Link) Beschreibung ergänzen | Weitere Bilder |
| 10248102980003 | (Karte) | Njurunda 298:3        | Njurunda 298:3 (Hügelgrab / Link) Beschreibung ergänzen | Weitere Bilder |
| 10248102990001 | (Karte) | Njurunda 299:1        | Njurunda 299:1 (Hügelgrab / Link) Beschreibung ergänzen | Weitere Bilder |
| 10248103000001 | (Karte) | Njurunda 300:1        | Njurunda 300:1 (Hügelgrab / Link) Beschreibung ergänzen | Weitere Bilder |
| 10248103010001 | (Karte) | Njurunda 301:1        | Njurunda x (Hügelgrab / Link) Beschreibung ergänzen | Weitere Bilder |
| 10248103010002 | (Karte) | Njurunda 301:2        | Njurunda 301:2 (Hügelgrab / Link) Beschreibung ergänzen | Weitere Bilder |
| 10248103040001 | (Karte) | Njurunda 304:1        | Njurunda 304:1 (Hügelgrab / Link) Beschreibung ergänzen | Weitere Bilder |
| 10248103050001 | (Karte) | Njurunda 305:1        | Njurunda 305:1 (Hügelgrab / Link) Beschreibung ergänzen | Weitere Bilder |
| 10248103060001 | (Karte) | Njurunda 306:1        | Njurunda 306:1 (Hügelgrab / Link) Beschreibung ergänzen | Weitere Bilder |
| 10248103070001 | (Karte) | Njurunda 307:1        | Njurunda 307:1 (Hügelgrab / Link) Beschreibung ergänzen | Weitere Bilder |
| 10248103080001 | (Karte) | Njurunda 308:1        | Njurunda 308:1 (Hügelgrab / Link) Beschreibung ergänzen | Weitere Bilder |
| 10248103090001 | (Karte) | Njurunda 309:1        | Njurunda 309:1 (Hügelgrab / Link) Beschreibung ergänzen | Weitere Bilder |
| 10248103100001 | (Karte) | Njurunda 310:1        | Njurunda 310:1 (Hügelgrab / Link) Beschreibung ergänzen | Weitere Bilder |
| 10248103100002 | (Karte) | Njurunda 310:2        | Njurunda 310:2 (Hügelgrab / Link) Beschreibung ergänzen | Weitere Bilder |
| 10248103110001 | (Karte) | Njurunda 311:1        | Njurunda 311:1 (Hügelgrab / Link) Beschreibung ergänzen | Weitere Bilder |
| 10248103120001 | (Karte) | Njurunda 312:1        | Njurunda 312:1 (Hügelgrab / Link) Beschreibung ergänzen | Weitere Bilder |
| 10248103120002 | (Karte) | Njurunda 312:2        | Njurunda 312:2 (Hügelgrab / Link) Beschreibung ergänzen | Weitere Bilder |
| 10248103130001 | (Karte) | Njurunda 313:1        | Njurunda 313:1 (Hügelgrab / Link) Beschreibung ergänzen | Weitere Bilder |
| 10248103130002 | (Karte) | Njurunda 313:2        | Njurunda 313:2 (Typ / Link) Beschreibung ergänzen | Weitere Bilder |
| 10248103140001 | (Karte) | Njurunda 314:1        | Njurunda 314:1 (Hügelgrab / Link) Beschreibung ergänzen | Weitere Bilder |
| 10248103140002 | (Karte) | Njurunda 314:2        | Njurunda 314:2 (Hügelgrab / Link) Beschreibung ergänzen | Weitere Bilder |
| 10248103140003 | (Karte) | Njurunda 314:3        | Njurunda 314:3 (Hügelgrab / Link) Beschreibung ergänzen | Weitere Bilder |
| 10248103150001 | (Karte) | Njurunda 315:1        | Njurunda 315:1 (Hügelgrab / Link) Beschreibung ergänzen | Weitere Bilder |
| 10248103160001 | (Karte) | Njurunda 316:1        | Njurunda 316:1 (Hügelgrab / Link) Beschreibung ergänzen | Weitere Bilder |
| 10248103160002 | (Karte) | Njurunda 316:2        | Njurunda 316:2 (Hügelgrab / Link) Beschreibung ergänzen | Weitere Bilder |
| 10248103170001 | (Karte) | Njurunda 317:1        | Njurunda 317:1 (Hügelgrab / Link) Beschreibung ergänzen | Weitere Bilder |